# Джулі Берган
Джулі Берган (норв. Julie Bergan, нар. 12 квітня 1994, Шієн, Норвегія) — норвезька співачка та авторка пісень. Берган почала випускати кавери на YouTube у 16-річному віці, врешті-решт підписавши контракт з компанією Warner Music Norway у 2013 році. У 2015 році вона досягла успіху зі своїм синглом «All Hours». Сингл став популярним в Данії та Німеччині. У своїй країні Джулі стала популярною в 2016 році, коли її новий сингл «Arigato» посів перші місця в норвезьких чартах. Дебютний альбом Берган «Turn on the Light» вийшов у 2018 році. Вона повернулася на перше місце у 2018 році у VG-lista після випуску синглу «Ignite» з K-391, Аланом Вокером та Seungri.

## Кар'єра
У 2012 році вона записала пісню «Supernova» з Cir.Cuz, яка досягла 5-го місця в чарті норвезьких синглів. Вона взяла участь у Melodi Grand Prix 2013, національному відборі на Євробачення 2013 з піснею «Give a Little Something Back», яку вона написала разом з Беном Адамсом і Сарою Скьолднес. Вона не пройшла у фінал. У вересні 2013 року вона підписала контракт з лейблом Warner Music Norway. На початку 2014 року вона випустила свій перший сингл «Younger». Після виходу синглу вона написала та випустила низку пісень, але вперше після виходу синглу «Arigato» вона стала відомою за межами національних кордонів. Пісня досягла п'ятого місця в шведському чарті синглів і була номінована на Spellemannprisen (Норвезькі Греммі) в 2016 році за Пісню року.